# Le Congo, quel cinéma !
Pour plus de détails, voir Fiche technique et Distribution.
Le Congo, quel cinéma ! est un film documentaire congolais réalisé par Guy Bomanyama Zandu et sorti en 2005.

## Synopsis
Le cinéma congolais s'est fait connaître par des films de propagande et éducatifs de l'époque coloniale tels que Matamata et Pilipili. Aujourd'hui, la production locale a des difficultés à sortir la tête de l’eau et les cinéastes congolais s'interrogent sur l'avenir de ce cinéma privé de tout soutien.

## Fiche technique
- Titre : Le Congo, quel cinéma !
- Réalisation : Guy Bomanyama Zandu
- Production : Zandu Films
- Image : Pierre Mieko
- Montage : Guy Bomanyama Zandu
- Son : Aimé Banza